# لیتل (براون اند کمپانی)
لیتل براون اند کمپانی (انگلیسی: Little, Brown and Company) ناشر آمریکایی است که در سال ۱۸۳۷ به دست چارلز کافین لیتل و شریک وی جیمز براون بنیانگذاری و برای نزدیک به دو قرن، کتاب‌های داستانی غیر علمی از نویسندگان آمریکایی را منتشر نموده‌است.